# Stendal (huyện)
Stendal (/ˈʃtɛndaːl/) là một huyện (Kreis) ở đông bắc Sachsen-Anhalt, Đức. Các huyện giáp ranh (từ phía nam theo chiều kim đồng hồ) là: Jerichower Land, Börde, Altmarkkreis Salzwedel, huyện Lüchow-Dannenberg ở Niedersachsen, và huyệns Prignitz, Ostprignitz-Ruppin và Havelland ở Brandenburg.

## Lịch sử
Trong cuộc cải cách hành chính năm 1994, huyện cũ Stendal được sáp nhập với các huyện Osterburg và Havelberg.

## Địa lý
Huyện tọa lạc ở vùng Altmark. Nơi cao nhất có độ cao 132,8 m Landsberg. Sông chính chảy qua huyện này là Elbe và Havel.

## Các đơn vị kết nghĩa
Năm 1990, đơn vị kết nghĩa đầu tiên là huyện Nga Yarzevo được khởi đầu, sau đó bổ sung các đơn vị khác năm 1996. Năm 1994, kết nghĩa với huyện của Litva Mažeikiai. Sau này có các huyện kết nghĩa khác là Lippe ở North Rhine-Westphalia, công quốc Vårgårda.

## Thị xã và đô thị
| Thị xã tự do |
| ------------ |
| 1. Havelberg |

| Verwaltungsgemeinschaften | Verwaltungsgemeinschaften | Verwaltungsgemeinschaften |
| --- | --- | --- |
| - Arneburg-Goldbeck 1. Arneburg2 2. Baben 3. Beelitz 4. Behrendorf 5. Eichstedt 6. Goldbeck1 7. Hassel 8. Hohenberg-Krusemark 9. Iden 10. Klein Schwechten 11. Lindtorf 12. Rochau 13. Sandauerholz 14. Sanne 15. Schwarzholz 16. Werben2 - Bismark/Kläden 1. Badingen 2. Berkau 3. Bismark2 4. Büste 5. Dobberkau 6. Garlipp 7. Grassau 8. Hohenwulsch 9. Holzhausen 10. Käthen 11. Kläden1 12. Könnigde 13. Kremkau 14. Meßdorf 15. Querstedt 16. Schäplitz 17. Schernikau 18. Schinne 19. Schorstedt 20. Steinfeld | - Elbe-Havel-Land 1. Fischbeck 2. Hohengöhren 3. Kamern 4. Klietz 5. Neuermark-Lübars 6. Sandau2 7. Schönfeld 8. Schönhausen1 9. Schollene 10. Wulkau 11. Wust - Osterburg 1. Ballerstedt 2. Düsedau 3. Erxleben 4. Flessau 5. Gladigau 6. Königsmark 7. Krevese 8. Meseberg 9. Osterburg1, 2 10. Rossau 11. Walsleben - Seehausen 1. Aulosen 2. Beuster 3. Boock 4. Bretsch 5. Falkenberg 6. Gagel 7. Geestgottberg 8. Gollensdorf 9. Groß Garz 10. Heiligenfelde 11. Kossebau 12. Krüden 13. Lichterfelde 14. Losenrade 15. Losse 16. Lückstedt 17. Neukirchen 18. Pollitz 19. Schönberg 20. Seehausen1, 2 21. Wahrenberg 22. Wanzer 23. Wendemark | - Stendal-Uchtetal 1. Buchholz 2. Dahlen 3. Groß Schwechten 4. Heeren 5. Insel 6. Möringen 7. Nahrstedt 8. Staats 9. Stendal1, 2 10. Uchtspringe 11. Uenglingen 12. Vinzelberg 13. Volgfelde 14. Wittenmoor - Tangerhütte-Land 1. Bellingen 2. Birkholz 3. Bittkau 4. Cobbel 5. Demker 6. Grieben 7. Hüselitz 8. Jerchel 9. Kehnert 10. Lüderitz 11. Ringfurth 12. Schelldorf 13. Schernebeck 14. Schönwalde 15. Tangerhütte1, 2 16. Uchtdorf 17. Uetz 18. Weißewarte 19. Windberge - Tangermünde 1. Bölsdorf 2. Buch 3. Grobleben 4. Hämerten 5. Langensalzwedel 6. Miltern 7. Storkau 8. Tangermünde1, 2 |
| 1thủ phủ của Verwaltungsgemeinschaft; 2town | | |